# 莎維翠：一則傳說、一個象徵
《莎維德麗：一則傳說、一個象徵》（Savitri: A Legend and a Symbol）是師利·奧羅賓多（以下簡稱奧氏）按《摩訶婆羅多》神學觀點撰寫的無韻史詩。主題圍繞著作為完善陸生物種的演化，暨不朽的在世超心智靈智族類之人類其超越性。這部史詩直迄奧氏圓寂時仍未完成，總行數約有兩萬四千行。
南印度本地治里市附近一座依據奧氏及密那·阿爾法薩（奧氏的靈性協作人；被黎明之村的村民尊稱為「母親」）教誨所建的新人類實驗城鎮－黎明之村，其憲章和文獻中也大量引用了本書的經句。

## 簡介
《莎維德麗》是師利·奧羅賓多（以下簡稱奧氏）在1950及1951年拆成兩部分出版的宏大史詩，為集其文學成就之代表大作，內含大量的啟示性頌詞和經咒。母親曾指出《莎維德麗》是奧氏最高妙的冥思啟示。目前已知最早的手稿可溯及1916年；1930年左右奧氏將其昇華為意境深遠、格局寬廣的敘事詩；1940年代後期奧氏視力衰減，但仍在書記員尼祿巴然的協助下口授校訂版本的最後章節。總的來說，這部巨著花了近五十年撰寫，寫成後仍反覆擴充、改寫、潤飾直迄奧氏圓寂（1950年12月）為止。奧氏在出版本書前的改寫次數多達18次，用心之深可見一斑。
《莎維德麗：一則傳說、一個象徵》共包含了12冊、49章、24,000多行，奧氏原本打算為本書撰寫長篇引言，但未果，取而代之的是「作者的話」，出現在所有版本的開頭形同總結。關於故事本身，裡面寫道：
《摩訶婆羅多》中唱頌的蘇特凡（Satyavan）與莎維德麗的寓言，事實上是一則戰勝死亡的愛侶故事，但這則傳說的諸多特徵也出現在其他神話中，其中一個象徵語法就是吠陀的生命循環觀。蘇特凡象徵內在攜帶著神聖真理的靈魂，但卻掉入死亡和無知的陷阱；莎維德麗代表「聖言」，她既是太陽的女兒，也是無上真理的女神，為救渡（靈魂）而降身人間；阿斯瓦帕提（Aswapati）是馬之神、莎維德麗的父親，也是「苦行之神」（Lord of Tapasya），其靈性修持凝聚的精神能量幫助我們從必朽提升到不朽的層面；盲眼國王Dyumatsena是耀君之神（Lord of the Shining Hosts），也是蘇特凡的父親，象徵陷落世間的神聖心智，但因眼盲而看不見它屬天的國度，也因此失去了他的君尊。這並不是一則單純的寓言，主要角色並非人格化的意識品質，而是活生生、有意識、具體可觸的無上大力之化身，而無上大力具顯為人為的是以其必朽的肉身型態救渡眾人、向我們指出一條通往神聖意識及不朽生命的道途。

## 評論
母親對《莎維德麗》的評論如下：
...所有的一切都在那裡面了：神祕主義、玄學、哲學、演化史、人類、諸神、創造及自然的歷史。宇宙是如何及為何被創造的，其命定又為何－所有的一切都在那裡面了。你可以著到你所有問題的答案。全部都被解釋了，甚至是人類的未來、演化的終點、尚且無人知曉的一切。奧氏用唯美、清晰的詞彙來描述，希冀解開世間奧秘的靈性冒險家便可更輕易地了解它。

## 出版史
《莎維德麗》原本是一篇一篇發表於奧羅賓多修道院出版的書冊和期刊中。包括1946-1947年出版的《奧羅賓多聖殿年刊》、同期的《來臨》季刊、1947年的《奧羅賓多循環年刊》。修道院同時也依篇章出版為書冊，包含了第一冊的前4個篇章及第三冊。第二冊的15個篇章，拆成兩部分出版為書籍，分別是1947年出版的第1-6篇及1948年的7-15篇。
全詩篇首次以書籍形式出現分別是在1950及1951年，分兩部分出版。奧氏就詩篇各個面向寫給弟子的信現在也納入叢書中了。
這部依現代語言寫成的現代史詩也是一部現代經典，敘述了人性戰勝無知及死亡的冒險故事。全詩以六步格的韻律精編而成，每一行都充塞著咒力。
奧氏及母親的諸多學生及門徒從《莎維德麗》中汲取靈性成長的靈感。許多人甚至隨機展讀本書來尋找自身疑惑的答案。在一些特殊場合下，研修奧氏及母親作品及瑜伽教誨的各中心也不時採接力方式連續誦讀《莎維德麗》。世界各地也常有研讀本詩、沉思其神秘力量的靈修營或私密會議。

## 版本
- 師利·奧羅賓多，奧羅賓多修道院 (1954年) ASIN B0007ILK7W
- 蓮花出版社 (1995年) ISBN 0-941524-80-9

## 相關著作
- Jugal Kishore Mukherjee，《師利·奧羅賓多莎維德麗中的揚升視野》(2001年) ISBN 81-7058-656-9
- D. S. Mishra，《師利·奧羅賓多莎維德麗中的詩詞及哲學》(1989年) ISBN 81-85151-21-0

## 註記
1. ↑  故事內容請見外部連結－莎維德麗：一個古印度的故事

## 外部連結
莎維德麗（消歧義頁）
- 分析師利·奧羅賓多著的莎維德麗 （页面存档备份，存于）
- 母親對莎維德麗的評論 （页面存档备份，存于）
- 莎維德麗，Shraddhavan謄錄 （页面存档备份，存于）
- 官網文字 （页面存档备份，存于）
- 師利·奧羅賓多及其著作訊息 （页面存档备份，存于）
- 莎維德麗：一個古印度的故事 （页面存档备份，存于）